# チベットサッカー協会
チベットサッカー協会（英: Tibetan National Football Association）は、インドにあるチベット亡命政府によって設立されたサッカー協会である。2001年に設立。
本部はダライ・ラマ14世が建設したチベット亡命政府の拠点である、ダラムサラに置かれる。チベット国内でサッカー大会を主催したり、サッカーチベット代表の編成を行なっている。